# Precesija
Precesíja je način gibanja osno simetrične vrtavke (na primer giroskopa) pod vplivom zunanjega navora, denimo takrat, ko vrtavka ni podprta v težišču. Pri precesiji os vrtenja ne miruje, ampak se giblje tako, da opisuje plašč stožca.
Kotna hitrost precesije {\displaystyle \omega _{p}} je enaka količniku zunanjega navora na težišče M ter vrtilne količine vrtavke pri vrtenju okrog simetrijske osi {\displaystyle \Gamma ^{*}} in sinusa kota θ med to osjo in osjo precesije:
{\displaystyle \omega _{p}={\frac {M}{\Gamma ^{*}\sin \theta }}\!\,.}

## Precesija Zemljine vrtilne osi
Enako kot pri vrtavki, se pojavita precesija in nutacija tudi pri Zemlji. Zemlja ni popolna krogla in njeno težišče ni v njenem središču. Lunisolarna precesija je precesija zaradi vplivov Sonca in Lune na vrtenje Zemlje. Ta povzroči, da vrtilna os Zemlje opisuje plašč stožca. Ker se premika vrtilna os Zemlje, se premika tudi ekvator (ekvatorialna ravnina). Čas, v katerem naredi pol popoln obhod po precesijskem krogu, se imenuje platonsko leto. Platonsko leto je dolgo približno 25.765 let.
Periodične motnje precesije pa povzroča Luna – nutacija. Nutacijska perioda je krajša od precesijske; približno 18,6 let.